# Choreutis emplecta
Choreutis emplecta là một loài bướm đêm thuộc họ Choreutidae. Nó được tìm thấy ở Queensland.
Sải cánh dài khoảng 5 mm. Con lớn có cánh trước nhiều màu cam, nâu, trắng và xám, cánh sau màu nâu.